# Red Virtual Romaní
La Red Virtual Romaní (inglés: Roma Virtual Network) es una organización no gubernamental, miembro de la OIRE (Oficina de Información para Romaníes Europeos), con el propósito de recoger informaciones útiles sobre el pueblo romaní.
Creada el 19 de julio de 1999 por Valery Novoselsky, la red comenzó como una iniciativa privada, ganando después el reconocimiento de otras ONG. Tiene 31 listas de correo electrónico en 14 idiomas, con más de 7000 de direcciones de correo electrónico registradas.
RVR ayuda a la cooperación y el intercambio entre organizaciones y personas romaníes, entre organizaciones o personas romaníes y non-romaníes y entre ONG romaníes e instituciones oficiales. Ofrece también ámbitos en Internet para algunas organizaciones romaníes, como la Unión Internacional Romaní, Domari: La Sociedad de los Gitanos de Israel o RomNews Network.